# No. 100 Bomber Support Group

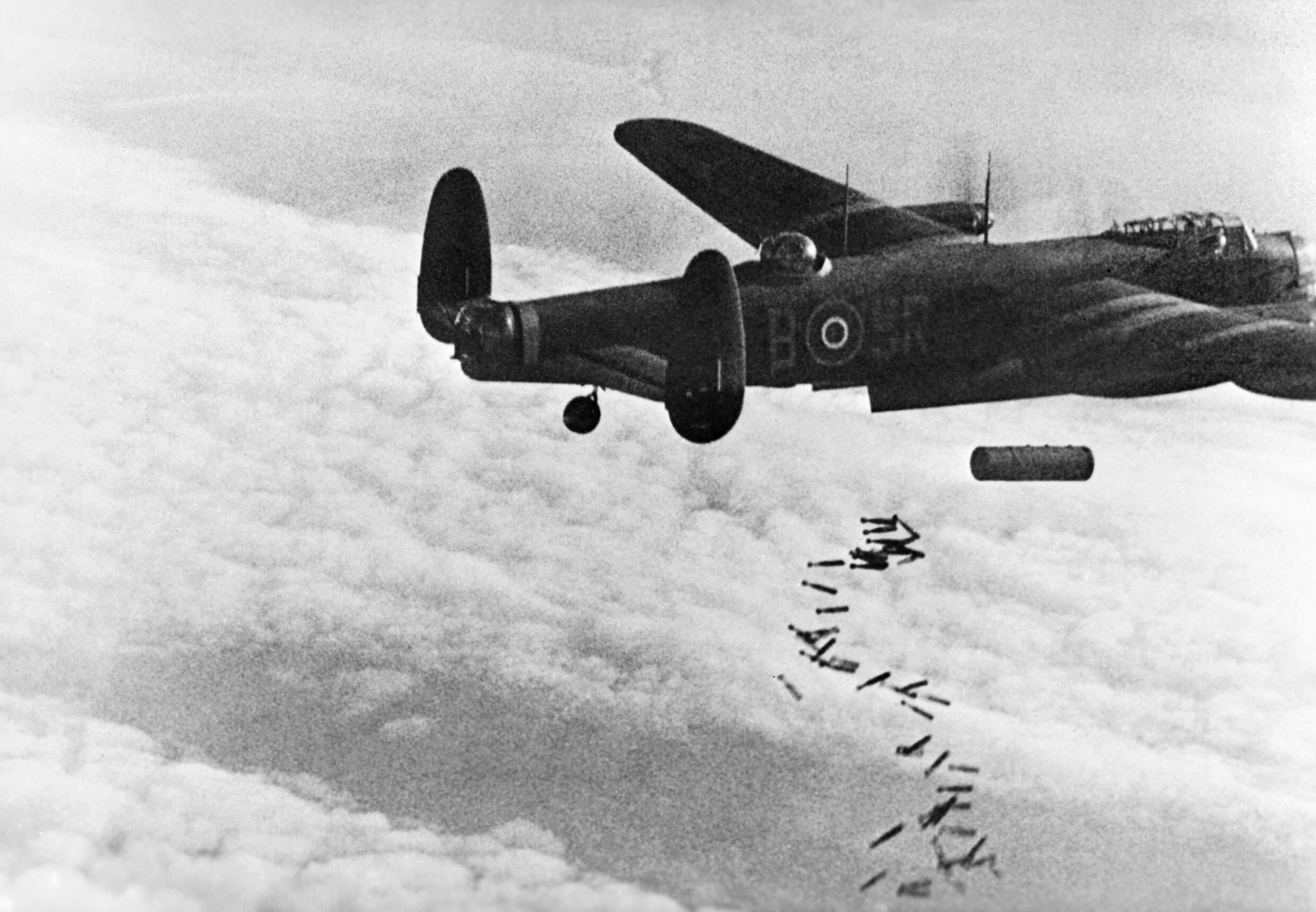
Lancester (101 Sqn) mit Air-Borne-Cigar-Antennen beim Bombenabwurf auf Duisburg, 1944

Die No. 100 Bomber Support Group der britischen Royal Air Force wurde am 25. November 1943 unter dem RAF Bomber Command gebildet. Darin wurden verschiedene Aktivitäten gebündelt und weiterentwickelt, die dem Schutz von Nachtbombern dienen sollten. Dies umfasste einerseits alle boden- und luftgestützten elektronischen Maßnahmen gegen den feindlichen Funkverkehr und die Radartechnik (eletronic countermeasures) als auch Angriffe auf Nachtjäger und Bodenstationen.
Mit der raschen Entwicklung der Radar- und Funktechnik konnten britische Bomber frühzeitig von deutschen Bodenstationen erkannt und Nachtjäger herangeführt werden. Mit dem Bordradar geringer Reichweite der Nachtjäger konnten sie dann bekämpft werden. Wegen der britischen Verluste wurden diverse Gegenmaßnahmen ergriffen. Mit dem Abwurf einfacher Staniolstreifen (Windows genannt) wurde das Radarbild gestört, durch deutschsprechendes Personal wurden luft- oder auch bodengestützt falsche Anweisungen an die Nachtjäger gegeben oder auf deren Frequenz ein Lärmpegel beispielsweise der Bombermotoren eingespielt.
De Havilland DH.98 Mosquito und Bristol Beaufighter wurden mit Serrate-Radarwarnempfängern ausgerüstet. Sie lauerten über Flugplätzen und Sammelpunkten deutschen Nachtjägern auf oder flogen mit dem Bomberstrom. Deutsche Nachtjäger, die glaubten, ein vermeintlich leichtes Bomberziel vor sich zu haben, sahen sich dadurch plötzlich selbst gejagt. Die Mosquitos der Group flogen 8000 offensive Einsätze und beanspruchten 267 unbestätigte Abschüsse bei eigenen Verlusten von 69 Flugzeugen für sich.

## Film
- Airborne Cigar youtube